# Substituție nucleofilă
În chimie, substituția nucleofilă (SN) este un tip fundamental de reacție chimică în cadrul căreia o specie chimică nucleofilă bogată în electroni se leagă în mod selectiv sau se atașează de un atom sau un grup de atomi, iar fiindcă este o reacție de substituție, unii atomi sau grupe vor fi substituite. Entitatea moleculară de care aparține electrofilul și grupele substituite  se numește substrat.
Forma generală a acestui tip de reacție este următoarea:
Nuc:  +  R-LG  →  R-Nuc  +  LG:

## Tipuri
Există mai multe tipuri de substituție nucleofilă. De exemplu, după numărul de molecule implicate în etapa determinantă de viteză a unei reacții există:
- Reacție SN1, de substituție nucleofilă monomoleculară
- Reacție SN2, de substituție nucleofilă bimoleculară

## Reacții
- Reducere organică cu hidruri:

R-X → R-H folosind LiAlH4   (SN2)
- Reacții de hidroliză:

R-Br + OH− → R-OH + Br−  (SN2) sau
R-Br + H2O  → R-OH + HBr    (SN1)
- Sinteza Williamson pentru obținerea de eteri:

R-Br + OR'− → R-OR' + Br−   (SN2)